# Jurgen Streppel
Jurgen Streppel (Voorst, 25 giugno 1969) è un allenatore di calcio ed ex calciatore olandese, di ruolo centrocampista, direttore tecnico dell'Helmond Sport.

## Caratteristiche tecniche
Giocava come centrocampista offensivo.

## Palmarès

### Allenatore
- Eerste Divisie: 1

Willem II: 2013-2014